# Bow Mountain (Wyoming)

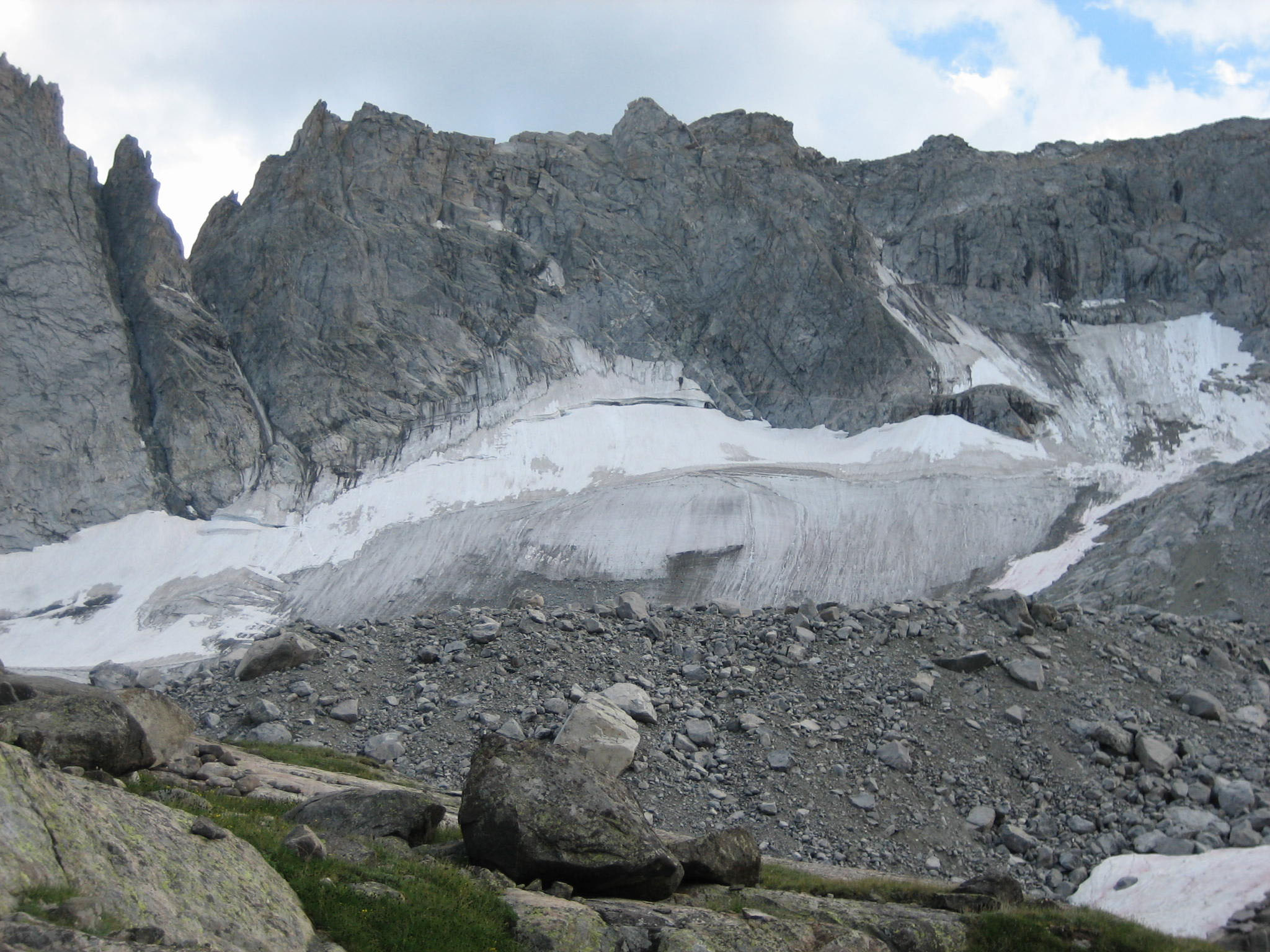
Nordansicht des Bow Mountain über dem Stroud Glacier

Der Bow Mountain ist ein 3968 m hoher Berg in der Wind River Range im Westen des US-Bundesstaates Wyoming. Der Berg liegt rund fünf Kilometer westlich der kontinentalen Wasserscheide am Hauptkamm der Gebirgskette, rund drei Kilometer südwestlich der Twin Peaks, 2,5 km nordwestlich des Henderson Peak und fünf Kilometer westlich des Mount Helen. Der Bow Mountain bildet den letzten bedeutenden Berggipfel eines von Nordosten nach Südwesten verlaufenden Berggrates, der vom Mount Woodrow Wilson über die Twin Peaks, Mount Winifred, American Legion Peak und Mount Arrowhead verläuft. An der Nordflanke des Berges befindet sich der Stroud Glacier. Im Bergkessel nördlich des Bow Mountain entspringt mit dem Green River der größte Nebenfluss des Colorado Rivers; westlich des Berges verläuft der Continental Divide Trail im Verlauf vom Island Lake über den Shannon Pass zu den Green River Lakes am Oberlauf des Green Rivers.
Die Gegend um den Bow Mountain ist vollständig als Wildnis-Schutzgebiet ausgewiesen – der Berg liegt innerhalb der Grenzen der Bridger Wilderness des Bridger-Teton National Forest, wenige Kilometer westlich der Fitzpatrick Wilderness des Shoshone National Forest. Die Erstbesteigung des Berges erfolgte im Jahr 1939 durch David Bigelow, Alexander Klots und Anthony Ladd.

## Belege
1. 1 2 3  Bow Mountain - Peakbagger.com. Abgerufen am 23. Mai 2024.
2. ↑  Bow Mountain : Climbing, Hiking & Mountaineering : SummitPost. Abgerufen am 23. Mai 2024.